# Латинска империя
Латинската империя (на френски: Empire latin de Constantinople; на гръцки: Λατινική Αυτοκρατορία της Κωνσταντινούπολης; Ρωμανία; на латински: Imperium Romaniae) е феодална държава, създадена вследствие на Четвърти кръстоносен поход, която съществува в периода 1204 – 1261 година на част от територията на Византия. Важно е да се отбележи, че терминът Латинска империя е неологизъм. Водачите на кръстоносците, Папството, западните владетели и държави продължили да използват името Романия за обозначаване на държавата с център Константинопол. Българите ги наричат „фръзи“, както виждаме в надписа на Йоан Асен II в църквата „Св. 40 мъченици“, което отразява названието „франки“.

## История
През 1202 г. римският папа Инокентий III призовава за освобождение на светите места и за започването на Четвърти кръстоносен поход под предводителството на италианския крупен феодал маркиз Бонифаций Монфератски. Заради трудностите по време на Трети кръстоносен поход по суша, четвъртият започва по море, като целта му е да бъде нанесен удар в Египет. Kорабите на република Венеция, която по това време има най-силният флот в Европа трябвало да транспортират кръстоносците по Средиземно море до Близкия изток. Но заради търговските интереси на Венеция, походът се отклонил към Константинопол, който бил завладян и разграбен през април 1204 г. Този акт поставя началото на така наречената от по-късните историци Латинска империя.
Още в началото на съществуването си Латинската империя е разделена на множество васални графства и баронства. Тя не обхваща цялата територия на Византия. В Епир е създадено Епирско деспотство, а в Мала Азия – Никейска империя и Трапезундска империя. На 16 май 1204 година за пръв император е избран и коронясан Балдуин Фландърски. В началото той води експанзионистична политика, но след битката при Адрианопол, където претърпява тежко поражение от цар Калоян, устремът му е спрян. Самият император Балдуин I е пленен и отведен в Търново, където след това е ослепен и умира в затвора. По-късно се появяват неверни слухове, че е избягал от затвора. През 1208 година Империята завладява от цар Борил Тракия, но по мирен начин следващия българският цар Иван Асен II си я връща. През 1228 година император Робер дьо Куртене започва дипломатическа игра. Той предлага трона на империята на цар Иван Асен II. По този начин той скарва царя с деспот Теодор Комнин, който иска да възстанови Византия. Деспотът нарушава мирния договор с българския владетел и напада България, но в битката при Клокотница претърпява поражение. Така империята продължава живота си. Цар Иван Асен II ту застава на нейна страна, ту на никейска. През 1241 година на българския престол застава Калиман I Асен, който продължава мирните отношения между двете страни. Но империята преживява упадък, от който не може да излезе. През юли 1261 година никейците използват отсъствието на венецианските кораби и гарнизона на града и влизат в Константинопол. По този начин се слага край на нейното съществуване. Направени са опити за нейното възстановяване, но безуспешни. През 1261 г. последният управляващ император Балдуин II е свален от власт от Михаил VIII Палеолог, който поставя и началото на династия, управлявала възстановената, но съвсем отслабена Византия до падането ѝ под турска власт през 1453 година.
Някои латински и венециански владения в Ахая, Пелопонес и на гръцките острови оцеляват и след унищожаването на Латинската империята. Последните от тях са покорени от турците чак в средата на 17 век.

## Императори на Латинската империя, 1204 – 1261
- Балдуин I (1204 – 1205)
- Анри Фландърски (1206 – 1216), негов брат
- Йоланда Фландърска (1217 – 1219), негова сестра
- Пиер дьо Куртене (Пиер II) (1217), неин съпруг
- Робер дьо Куртене (Робер I)(1219 – 1228), коронясан през 1221, техен син
- Балдуин II (Бодуен II)(1228 – 1261), коронясан 1240, починал 1273, негов брат
- Жан дьо Бриен, император регент (1229 – 1237), негов тъст

## Императори на Латинската империя в изгнание, 1261 – 1383
- Балдуин II (1261 – 1273), в изгнание от Константинопол
- Филип дьо Куртене (1273 – 1283), негов син
- Катерина I (1283 – 1308), негова дъщеря,
- Шарл Валоа (1301 – 1308), неин съпруг
- Катерина II (1308 – 1346), тяхна дъщеря,
- Филип I (1313 – 1332), неин съпруг
- Робърт II (1346 – 1364), техен син
- Филип III (1364 – 1373), негов брат
- Жак дьо Бо (1373 – 1383), негов племенник
- Жак дьо Бо завещава титлата на Луи I Валоа-Анжуйски, претендент и за трона на Неапол но Луис и потомците му никога не я използват.